# Maladie de Machado-Joseph
 (février 2023).
Si vous disposez d'ouvrages ou d'articles de référence ou si vous connaissez des sites web de qualité traitant du thème abordé ici, merci de compléter l'article en donnant les références utiles à sa vérifiabilité et en les liant à la section « Notes et références ».
 Mise en garde médicale
La maladie de Machado-Joseph est une maladie génétique, autosomique dominante, qui provoque une dégénérescence nerveuse limitée.

## Symptômes
Cette ataxie spinocérébelleuse associe des troubles de la coordination des mouvements progressive avec une paralysie oculaire. Les fonctions intellectuelles sont rarement touchées. Cette maladie apparaît à l'âge adulte.

## Épidémiologie
Particulièrement rare dans le monde, on la retrouve surtout dans la population adulte des Açores.

## Évolution
Cette maladie provoque le décès à long terme (en moyenne, une vingtaine d'années).